# Tournoi d'échecs de Sarajevo
Le tournoi d'échecs de Sarajevo ou tournoi Bosna de Sarajevo est un tournoi d'échecs  international organisé depuis 1957 avec une interruption de 1989 à 1997.
C'est un des plus anciens tournois d'échecs avec le tournoi de Hastings, le tournoi de Wijk aan Zee et le mémorial Capablanca. Garry Kasparov a remporté le tournoi deux fois de suite (en 1999 et 2000), Viktor Kortchnoï trois fois (en 1969, 1984 et 1998), Mikhaïl Tal (en 1966) et Magnus  Carlsen une fois (en 2006). D'abord organisé sous la forme d'un tournoi toutes rondes, il est disputé suivant le système suisse en neuf rondes depuis 2010. Il a lieu habituellement au printemps.

## Multiples vainqueurs
3 titres
- Lajos Portisch (en 1962, 1963 et 1986)
- Viktor Kortchnoï (en 1969, 1984 et 1998)

2 titres
- Stojan Puc (en 1957 et 1960)
- Borislav Ivkov (en 1958 et 1967)
- Ludek Pachman (en 1960 et 1961)
- Svetozar Gligoric (en 1961 et 1962)
- Dragoljub Ciric (en 1966 et 1968)
- Lev Psakhis (en 1981 et 1986)
- Predrag Nikolić (en 1983, 1987, également à égalité de points avec le vainqueur en 2013 et 2015)
- Kiril Georgiev (en 1986 et 2001)
- Garry Kasparov (en 1999 et 2000)
- Sergey Movsesian (en 2002 et 2007)
- Ivan Sokolov (en 2003 et 2005)

## Palmarès

### 1957 à 1988
| Édition Année | Édition Année | Vainqueur(s)                                   | Deuxième(s)                                                            |
| ------------- | ------------- | ---------------------------------------------- | ---------------------------------------------------------------------- |
| 1             | 1957          | Stojan Puc                                     | Rudolf Marić, Victor Ciocâltea                                         |
| 2             | 1958          | Borislav Ivkov Petar Trifunović                |                                                                        |
| 3             | 1960          | Ludek Pachman Stojan Puc                       |                                                                        |
| 4             | 1961          | Svetozar Gligorić Ludek Pachman                |                                                                        |
| 5             | 1962          | Svetozar Gligorić Lajos Portisch               |                                                                        |
| 6             | 1963          | Lajos Portisch                                 | Svetozar Gligorić, Borislav Ivkov Wolfgang Uhlmann, Vladimir Simaguine |
| 7             | 1964          | lev Polougaïevski Wolfgang Uhlmann             |                                                                        |
| 8             | 1965          | Alekseï Souétine                               | Lev Polougaïevski, Milan Matulović                                     |
| 9             | 1966          | Mikhaïl Tal Dragoljub Čirić                    |                                                                        |
| 10            | 1967          | Leonid Stein Borislav Ivkov                    |                                                                        |
| 11            | 1968          | Dragoljub Čirić Anatoli Lein                   |                                                                        |
| 12            | 1969          | Viktor Kortchnoï                               | Milan Matulović                                                        |
| 13            | 1970          | Ljubomir Ljubojević Bruno Parma                |                                                                        |
| 14            | 1971          | David Bronstein Milan Matulović Milko Bobotsov |                                                                        |
| 15            | 1972          | László Szabó                                   | Tigran Petrossian                                                      |
|               |               |                                                |                                                                        |
| 16            | 1976          | William Hartston                               | Milan Matulović, Milan Vukić                                           |
|               |               |                                                |                                                                        |
| 17            | 1978          | Vladimir Raicević                              | Győző Forintos                                                         |
| 18            | 1979          | Bojan Kurajica Milorad Knezević Ivan Farago    |                                                                        |
| 19            | 1980          | Vlastimil Hort                                 | Borislav Ivkov, Bojan Kurajica                                         |
| 20            | 1981          | Lev Psakhis                                    | Wolfgang Uhlmann                                                       |
| 21            | 1982          | Aleksandr Beliavski                            | Vlatko Kovačević                                                       |
| 22            | 1983          | Predrag Nikolić                                | Jan Smejkal, Andras Adorjan                                            |
| 23            | 1984          | Viktor Kortchnoï Jan Timman                    |                                                                        |
| 24            | 1985          | Smbat Lputian                                  | Ulf Andersson                                                          |
| 25            | 1986          | Lajos Portisch Lev Psakhis Kiril Georgiev      |                                                                        |
| 26            | 1987          | Predrag Nikolić                                | Lev Polougaïevski, Rafael Vaganian                                     |
| 27            | 1988          | Iossif Dorfman Bogdan Lalić Emir Dizdarević    |                                                                        |

### 1998 à 2009
| Édition | Année | Vainqueur(s)                                            | Deuxième(s)                                      |
| ------- | ----- | ------------------------------------------------------- | ------------------------------------------------ |
| 28      | 1998  | Viktor Kortchnoï                                        | Ivan Sokolov                                     |
| 29      | 1999  | Garry Kasparov                                          | Ievgueni Bareïev Alexeï Chirov                   |
| 30      | 2000  | Garry Kasparov                                          | Michael Adams Alexeï Chirov                      |
| 31      | 2001  | Kiril Georgiev                                          | Veselin Topalov                                  |
| 32      | 2002  | Sergey Movsesian                                        | Ivan Sokolov                                     |
| 33      | 2003  | Ivan Sokolov                                            | Sergey Movsesian Alexeï Chirov Rustam Qosimjonov |
| 34      | 2004  | Alexei Chirov                                           | Sergey Movsesian                                 |
| 35      | 2005  | Viktor Bologan Ivan Sokolov                             |                                                  |
| 36      | 2006  | Liviu-Dieter Nisipeanu Magnus Carlsen Vladimir Malakhov |                                                  |
| 37      | 2007  | Sergey Movsesian                                        | Borki Predojević                                 |
| 38      | 2008  | Aleksandr Morozevitch                                   | Leinier Dominguez                                |
| 39      | 2009  | Pavel Eljanov                                           | Sergueï Movsesian Borki Predojević               |

### Depuis 2010: open international
| Édition Année | Édition Année | Vainqueur(s)                 | Deuxième(s)                                                      |
| ------------- | ------------- | ---------------------------- | ---------------------------------------------------------------- |
| 40            | 2010          | Wang Hao                     | Zahar Efimenko, Viktor Bologan                                   |
| 41            | 2011          | Baadur Jobava                | Hrant Melkoumian, Borki Predojević Mircea Pârligras              |
| 42            | 2012          | Viktor Erdős (au départage)  | Mikhaïl Antipov Evguéni Postny                                   |
| 43            | 2013          | Robert Markuš (au départage) | Aleksandar Kovačević Predrag Nikolić                             |
| 44            | 2014          | Aleksandr Rakhmanov          | Matej Šebenik                                                    |
| 45            | 2015          | Zdenko Kožul (au départage)  | Hrvoje Stević, Maden Palnac Dusan Popović, Predrag Nikolić       |
| 46            | 2016          | Denis Kadrić                 | Sasa Martiović, Marin Bosiočić Zdenko Kožul, Ante Brkić Emre Can |
| 47            | 2017          | Anton Demtchenko             | Dragan Kosić                                                     |
| 48            | 2018          | Emre Can                     | Aleksandr Predke Zdenko Kožul, Mustafa Yilmaz                    |
| 49            | 2019          | Ulvi Sadikhov (au départage) | Denis Kadrić Borki Predojević                                    |